# مزرعة البويضة
مزرعة البويضة هي إحدى القرى اللبنانية من قرى قضاء مرجعيون في محافظة النبطية.

## صفح
صفح المدائن